# Kamerun hadereje
Kamerun hadereje három haderőnemből áll: a szárazföldi erőkből, a légierőből és a haditengerészetből.

## Fegyveres erők létszáma
- Aktív: 14 100 fő

## Szárazföldi erők
Létszám
12 500 fő
Állomány
- 8 gyalog dandár
- Elnöki Gárda
- 1 felderítő zászlóalj
- 1 ejtőernyős zászlóalj
- 1 tüzér osztály
- 6 gyalogos zászlóalj
- 1 műszaki zászlóalj

Felszerelés
- 36 db felderítő harcjármű
- 15 db páncélozott gyalogsági harcjármű
- 35 db páncélozott szállító jármű
- 50 db vontatott tüzérségi löveg

## Légierő
Létszám
300 fő
Felszerelés
- 15 db harci repülőgép
- 14 db szállító repülőgép
- 4 db harci helikopter
- 13 db szállító helikopter

## Haditengerészet
Létszám
1300 fő
Hadihajók
- 3 db hadihajó